# Leck (Lancashire)
Pour les articles homonymes, voir Leck.
Leck est une paroisse civile du Lancashire, en Angleterre.